# David Leach

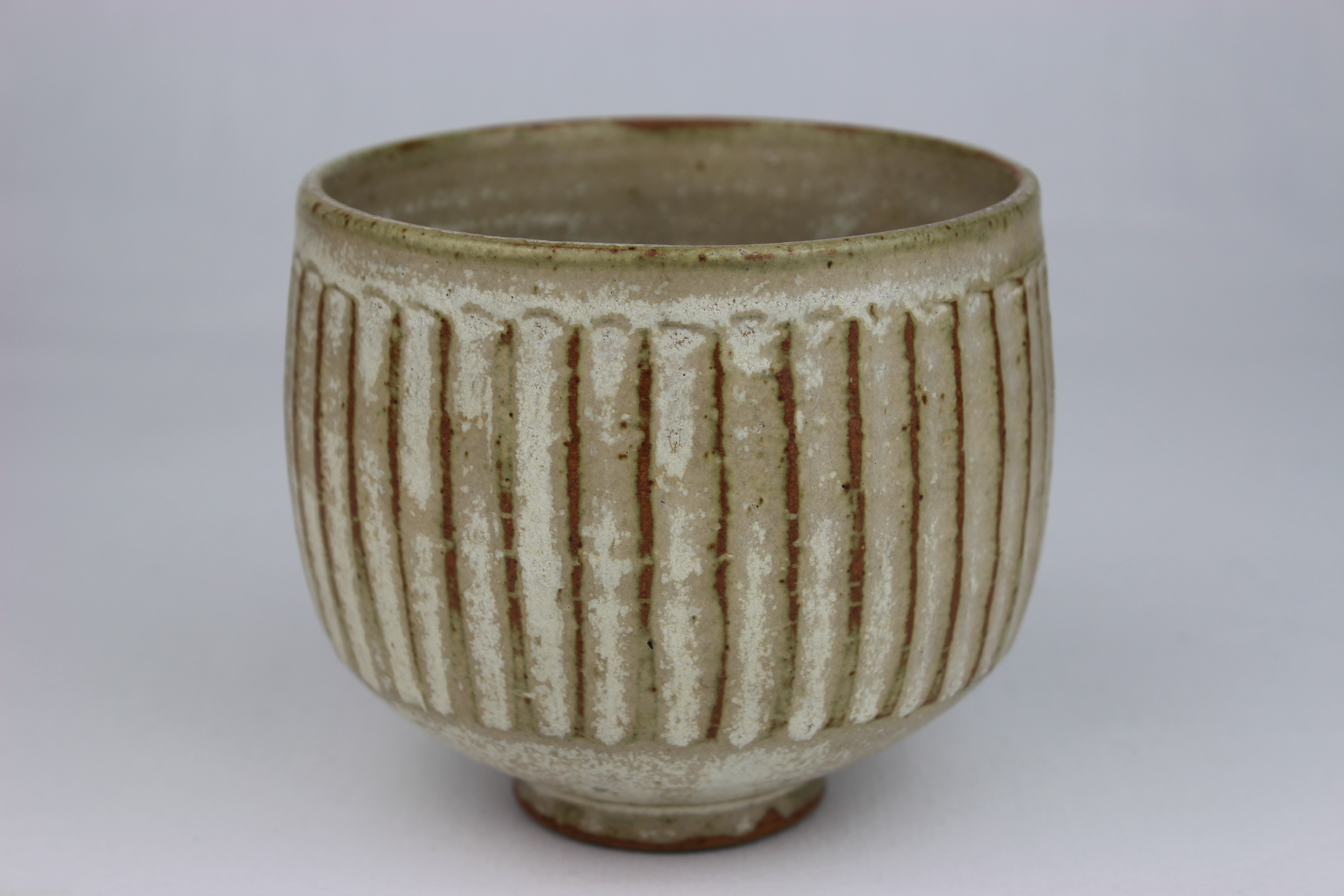
Cuenco estriado con glaseado crema. De la colección William Alfred Ismay.

David Andrew Leach (Tokio, 7 de mayo de 1911-15 de febrero de 2005) fue un ceramista inglés y el hijo mayor de Bernard Leach y Muriel Hoyle Leach, la primera esposa de Bernard. Fue distinguido con la Orden del Imperio Británico, OBE, en 1987.
Leach nació en Tokio, Japón, junto con su familia y el ceramista japonés Shoji Hamada, llegó a Inglaterra en 1920. Estudió como interno en una escuela progresista de Dorset con un plan estudios enfocado a las ciencias, las artes y la filosofía. En 1930, al finalizar sus estudios, comenzó un aprendizaje con su padre en Leach Pottery St Ives, Cornwall. Aunque comprometido con la línea del taller, la creación de vasijas de autor, abogó también por la producción de cerámica funcional para el uso diario. Entre los años 1935 y 1937 se formó como técnico ceramista en North Staffordshire Technical College, Stoke-on-Trent . Posteriormente se hizo cargo del taller familiar ayudando en la gestión, la nivel técnico y de producción, pasando de un horno de leña a uno de aceite, y a nivel artístico..
Durante la Segunda Guerra Mundial, Leach fue llamado a filas en 1941, pero, como pacifista cristiano, expresó su objeción de conciencia al negarse a ponerse el uniforme. Después de dos consejos de guerra, finalmente accedió a ser reclutado en la Infantería Ligera del Duque de Cornualles.
En 1955, Leach dejó St Ives para establecer Lowerdown Pottery en Bovey Tracey, Devon, donde se hizo conocido por su porcelana. Christopher Gowing y Paul Rice describen su trabajo: "El estilo era muy cercano al de su padre, pero la diferencia en su naturaleza hizo que las vasijas fueran muy diferentes. Un cuenco estriado de celadón de Leach no se parece en nada a lo que hizo su padre. El cuenco de Bernard Leach sería grueso, audaz, áspero, opaco con estrías anchas y poca diferencia de color entre el cuerpo y vidriado. El de David Leach sería delgado, suave, translúcido y con estrías estrechas y precisas y una amplia gama de colores, desde el verde jade hasta el azul 'ying ch'ing', en un cuerpo blanco". También realizó numerosas piezas de porcelana desarrollando su propia receta de arcilla para alta temperatura que vendía al por menor a otros ceramistas, la denominó DL Porcelaine.
Fue presidente de la Asociación de Ceramistas Artesanales de Gran Bretaña en 1967 y expuso en el Reino Unido, así como en la ciudad de Nueva York, Washington D. C., Tokio, Estambul, Copenhague, Róterdam, Düsseldorf, Heidelberg y Múnich.. En 1987 fue nombrado comendador de la Orden del Imperio Británico, OBE por su trabajo en cerámica y sus servicios a la educación.
Sus tres hijos, John, Jeremy y Simon, son también ceramistas.